# (4568) Menkaourê
(4568) Menkaourê, désignation internationale (4568) Menkaure, est un astéroïde de la ceinture principale.

## Description
(4568) Menkaourê est un astéroïde de la ceinture principale. Il fut découvert par Norman G. Thomas le 2 septembre 1983 à l'observatoire de Flagstaff. Il présente une orbite caractérisée par un demi-grand axe de 3,03 UA, une excentricité de 0,0609 et une inclinaison de 10,67° par rapport à l'écliptique.
Il fut nommé en hommage au souverain égyptien Menkaourê, successeur de Képhren et plus connu sous le nom de Mykérinos.

## Compléments